# Lepista irina
Lepista irina (Elias Magnus Fries, 1838 ex Howard E. Bigelow, 1959), sin. Tricholoma irinum (Elias Magnus Fries, 1838 ex Paul Kummer, 1871), este o specie de ciuperci comestibile din încrengătura Basidiomycota în familia Tricholomataceae și de genul Lepista, al cărui nume generic este derivat din cuvântul latin (latină lepista=blid de băut și (latină irinus=referitor la zeița Iris, ca curcubeul). Acest soi saprofit, denumit în popor stânjenițe, crește în grupuri cu multe exemplare precum  în cercuri de vrăjitoare. El se poate găsi în România, Basarabia și Bucovina de Nord în păduri de foioase precum de conifere, preferat pe sol calcaros, prin luminișuri ierboase, dar de asemenea în grădini, sau parcuri. Apare de la câmpie până la munte, din (august) septembrie până la sfârșitul lui noiembrie.

## Taxonomie
Primul micolog care a descris specia sub denumirea Agaricus irinus a fost renumitul Elias Magus Fries în cartea sa Epicrisis systematis mycologici, seu synopsis hymenomycetum din 1838.
În 1871, micologul german Paul Kummer a transferat soiul la genul Tricholoma, de verificat în marea sa operă Der Führer in die Pilzkunde: Anleitung zum methodischen, leichten und sicheren Bestimmen der in Deutschland vorkommenden Pilze mit Ausnahme der Schimmel- und allzu winzigen Schleim- und Kern-Pilzchen, iar, în 1959, micologul american Howard E. Bigelow (n. 28 iunie 1923 – d. 21 noiembrie 1987) l-a clasificat sub genul Lepista, văzând diferențe clare privind felului de evoluție.
După ce s-a dovedit, că genul Tricholoma este unul de  micoriză, iar cel al genului Lepista unul saprofit, de acea, denumirea foarte apreciată, parțial până în prezent (și în România), nu a mai putut fi susținută. Numele binomial dat de Bigelow este valabil până astăzi (2018).

## Descriere

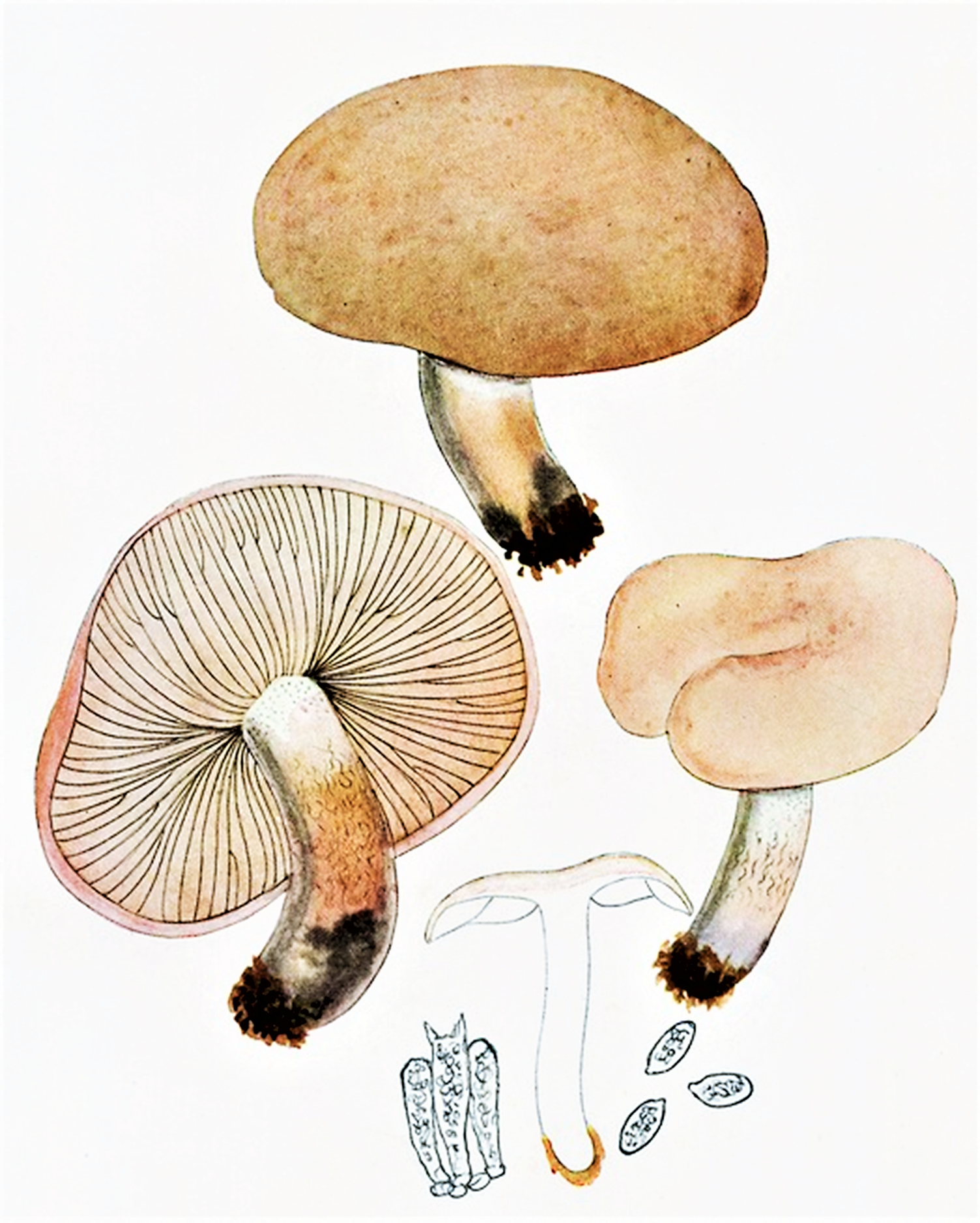
Bres.: Tricholoma irinum

- Pălăria: are un diametru de 5-13 cm, este destul de cărnoasă, inițial aproape semisferică cu marginea răsfrântă spre picior, apoi extinsă, turtit cocoșată, cu marginea subțire și ondulată. Specia este higrofană (schimbă culoarea la umezeală). Cuticula este netedă și mată, în tinerețe brumată, mai târziu goală. Coloritul tinde de la albicios peste crem-albicios, roșu de carne deschis, fiind la bătrânețe slab maroniu. Mijlocul este adesea de culoare mai închisă.
- Lamelele: sunt neregulate, subțiri, aglomerate, aderate la picior și acolo ușor rotunjite precum de depărtat fără probleme. Coloritul este pentru scurt timp aproape alb, devenind repede crem până crem-roz.
- Piciorul: este destul de lung cu o lungime de 5-10 (15) cm și o grosime de 1,3 până la 2,5 cm, fiind cilindric, nu rar puțin în formă de măciucă, fără manșetă, plin, la maturitate împăiat, fibros și de culoare albuie spre pălărie și murdar maroniu spre bază.
- Carnea: rămâne (și după tăiere) albă până alb-rozalie, este ceva apoasă și cărnoasă în pălărie. Ciuperca are un miros puternic de stânjenel și un gust plăcut.
- Caracteristici microscopice: are spori elipsoidali, aproape netezi (presarăți cu putini țepi foarte scurți), neamiloizi (nu se decolorează cu reactivi de iod) și hialini (translucizi), având o mărime de 7-9 × 3-3,7 microni. Pulberea lor este crem până crem-gălbuie.[5][6]
- Reacții chimice: Carnea se colorează cu acid lactic purpur-violet, cu fenol după un sfert de oră brun-purpuriu și cu tinctură de Guaiacum după câteva minute albastru.[10]

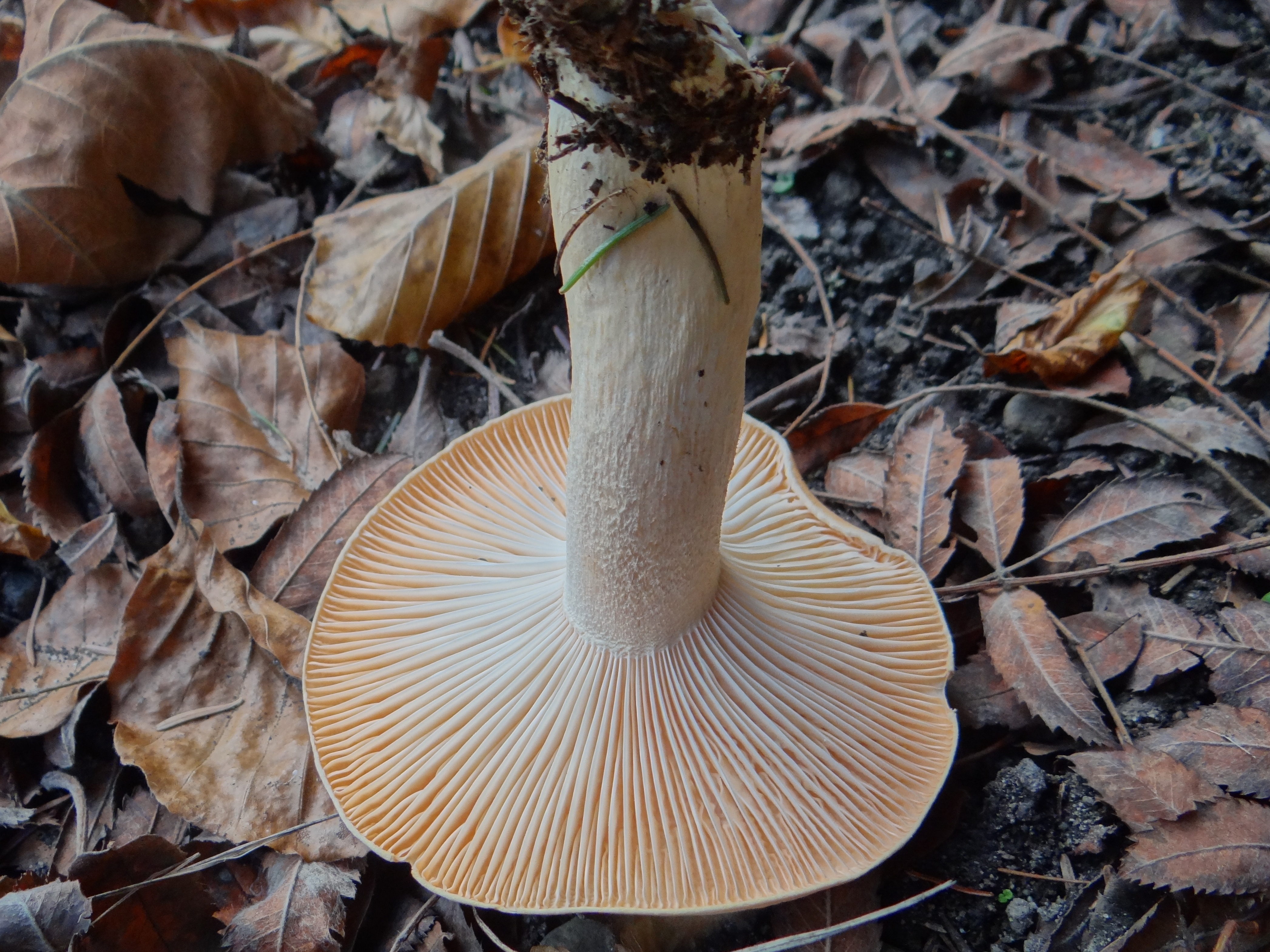
L. irina, lamele și picior
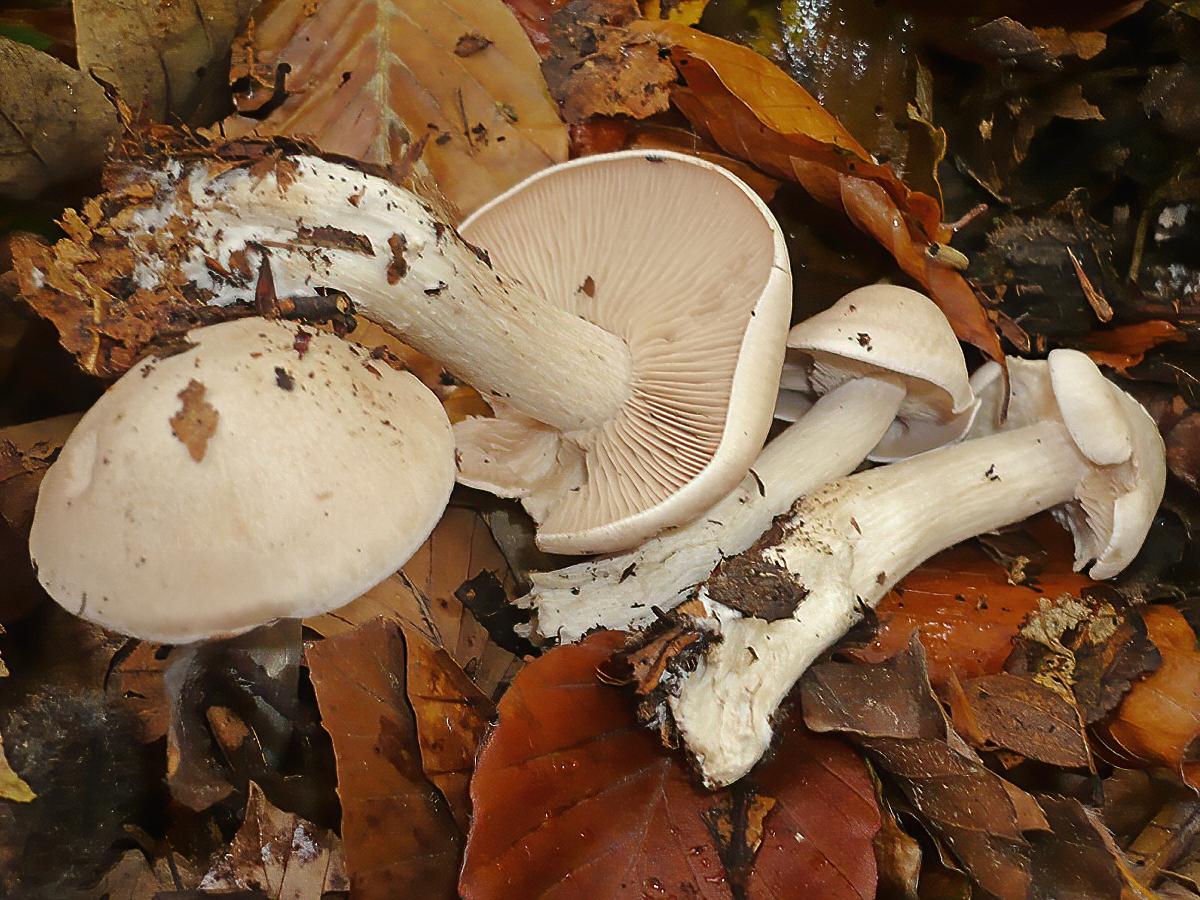
L. irina mai tinere
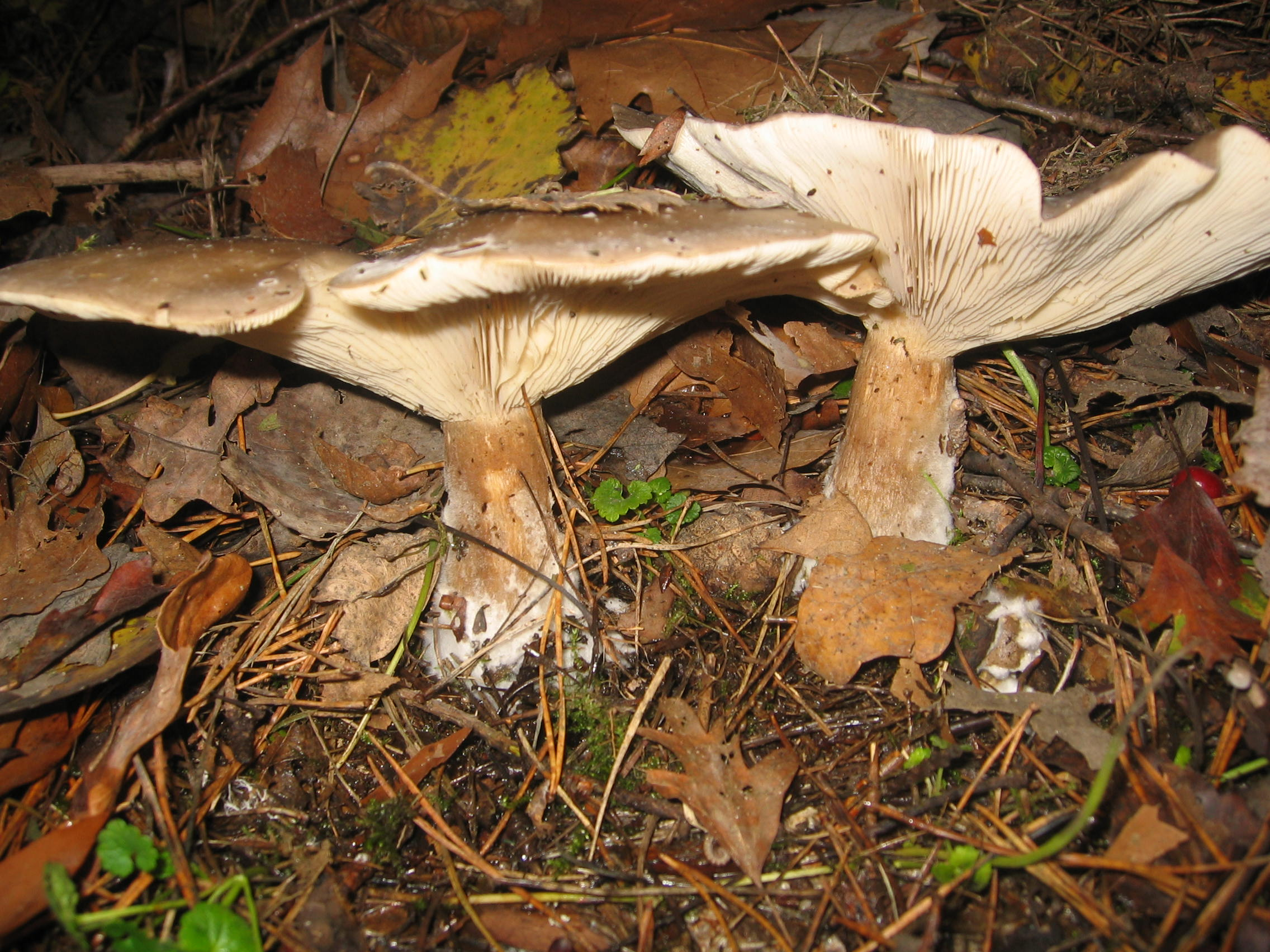
L . irina bătrâne
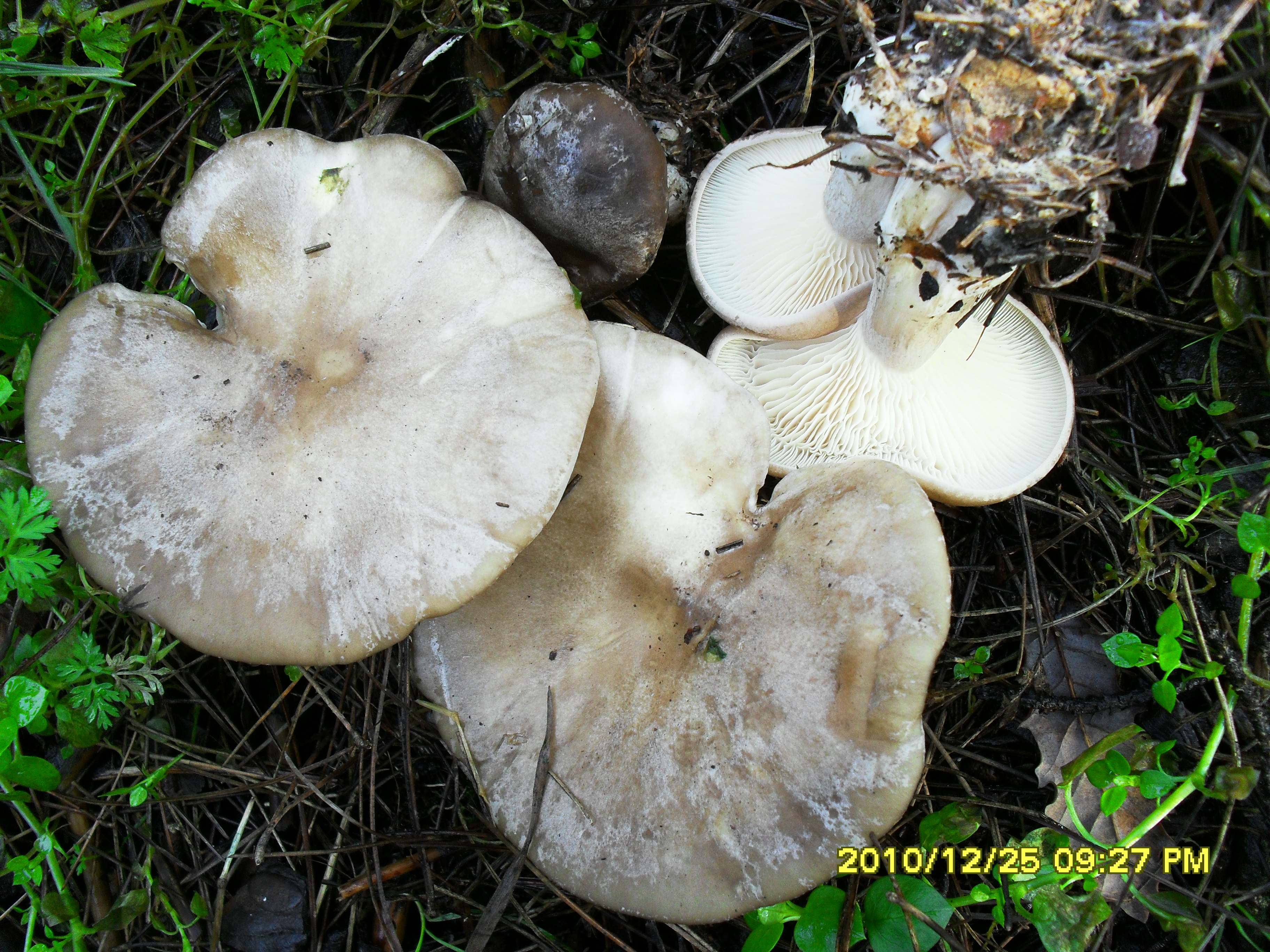
L. irina albicioase

## Confuzii
Există mai mulți bureți comestibili care  pot fi confundați cu Lepista irina, ca de exemplu cu Agaricus arvensis, Clitopilus prunulus, Entoloma clypeatum sin. Rhodophyllus clypeatus (scutul pieptănușului), Entoloma prunuloides (necomestibil), Lepista personata (comestibil), Leucopaxillus giganteus, Tricholoma columbetta, Tricholoma goniospermum sin. Tricholosporum goniospermum (are la început o cuticulă alb-gălbuie, apoi gri-ruginie până la violet deschis cu lamele de aceiași culoare cu miros intensiv de faină proaspătă), Volvariella speciosa (nu se dezvoltă în păduri, miros imperceptibil sau ușor de ridichi, gust aproape ceva neplăcut) sau cu necomestibilul  Tricholoma album (inițial cu miros rânced-făinos, apoi pământos, gust iute și amar).
Mult mai periculoasă este confuzia cu bureți otrăvitori până letali, în special în stadiul de tinerețe al dezvoltării lor, astfel cu: Amanita verna (fără miros de făină, cu inel, bulb și volvă), Amanita virosa (fără miros de făină, cu inel, bulb și volvă), Clitocybe phyllophila, sin. Clitocybe cerussata (Se dezvoltă în același locuri ca pestrița dar este ceva mai mică carnea miroase aromatic-dulce, având un gust plăcut, la bătrânețe amărui. Buretele conține o doză mare de muscarină. O probă trebuie să fie scuipată imediat.), Entoloma sinuatum sin. Rhodophyllus sinuatus (Ciuperca pieptănușului), (carne albă, miroase în tinerețe tot de faină proaspătă, apoi, deja devreme, râncedă și respingătoare. Ea se poate deosebii și prin lamelele ei care sunt la început de culoare albui-gălbuie, schimbând repede spre roz și roșu de somon.), Inocybe erubescens sin. Inocybe patroullardii (Burete cărămiziu) (Crește în același locuri. În tinerețe este foarte asemănător, dar își schimbă culoarea curând spre roșu-maro iar lamelele spre maroniu. Mirosul nu est de faină proaspătă, ci fructuos-spirituos.), sau Inocybe geophylla (are lamele albicioase, mai târziu ocru-maronii, cu un miros tipic foarte dezgustător, conținând o doză mare de muscarină).

## Specii asemănătoare

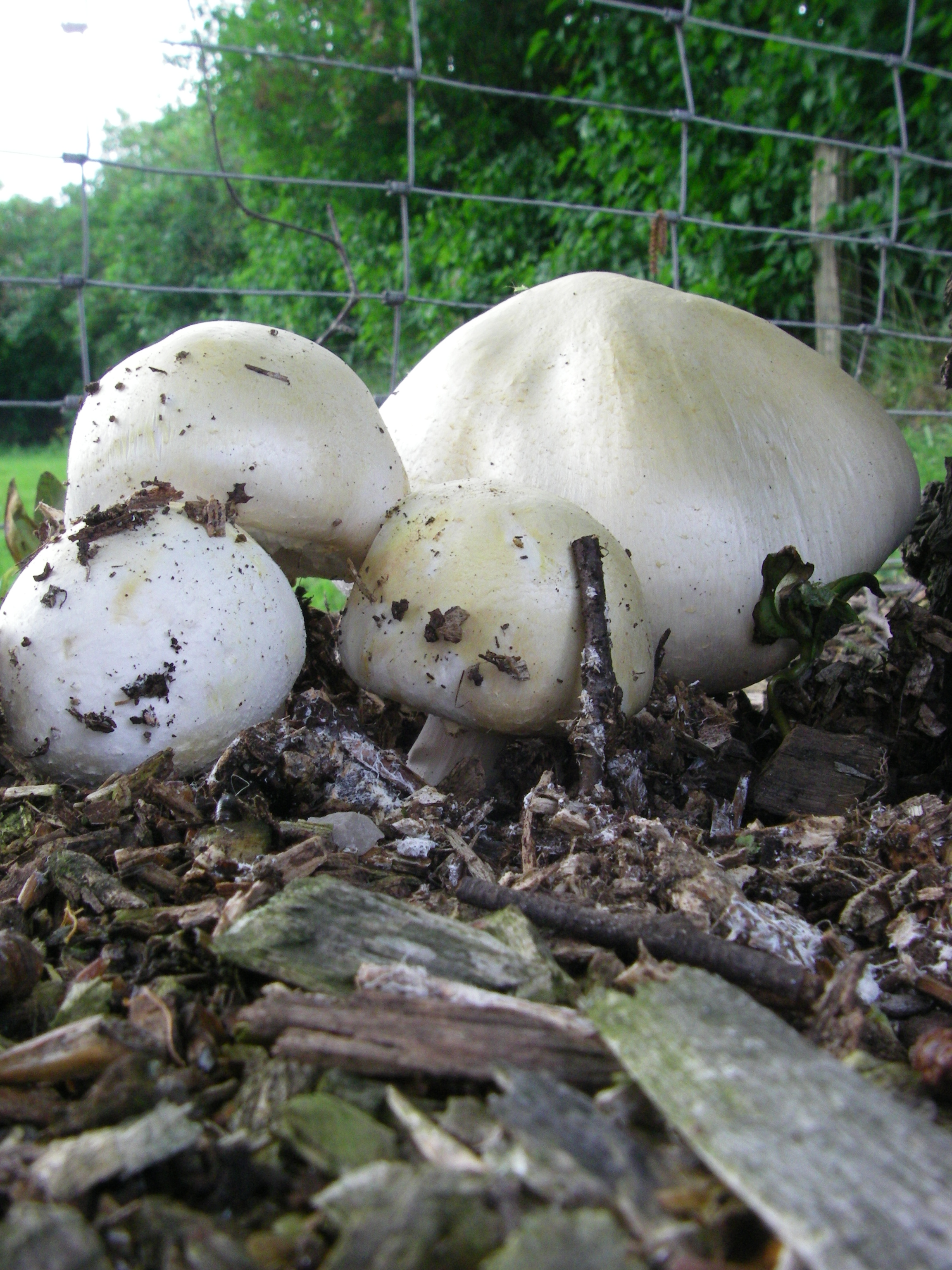
Agaricus arvensis
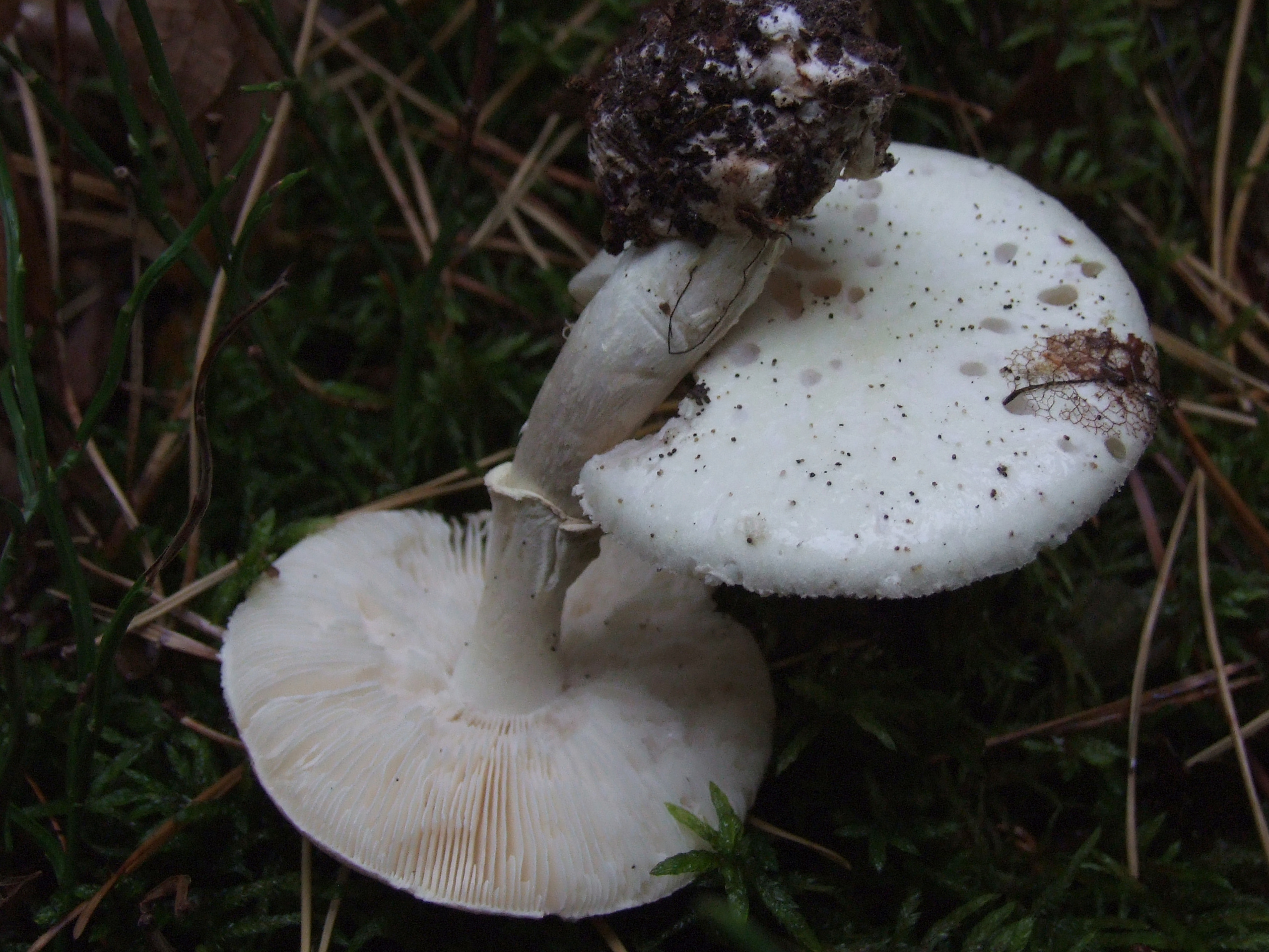
!!!Amanita virosa!!!
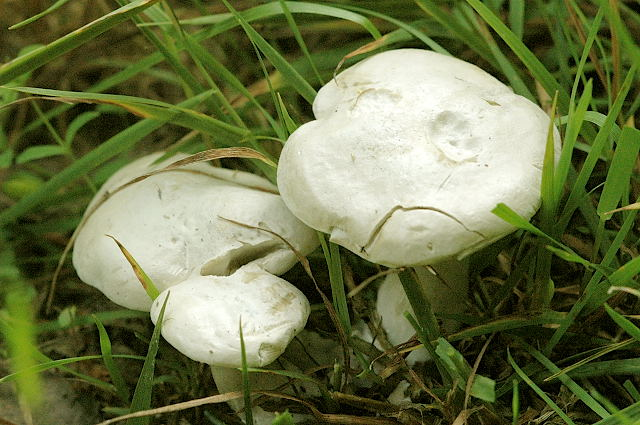
!!!Clitocybe.dealbata!!!
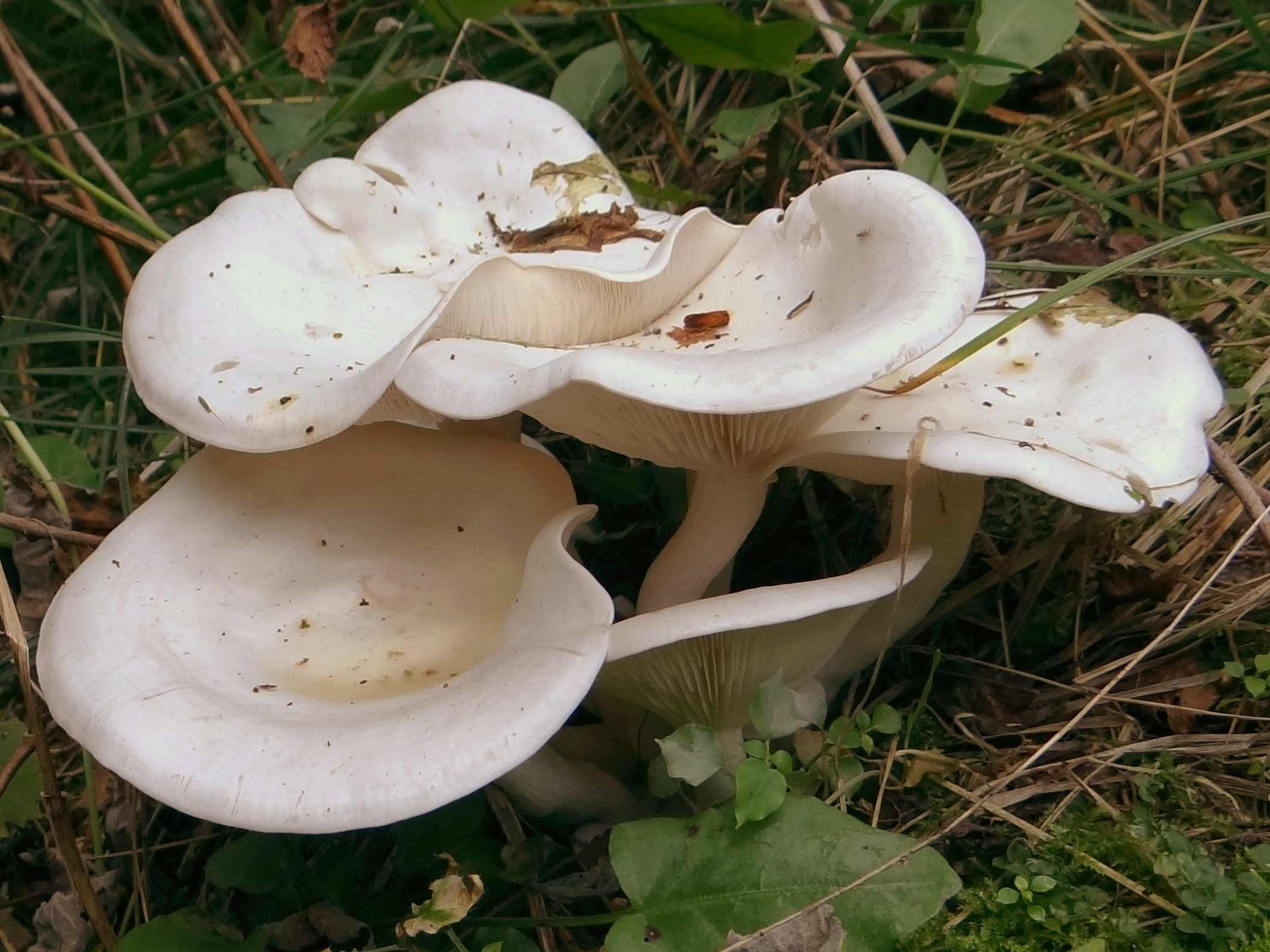
!!Clitocybe phyllophila!!
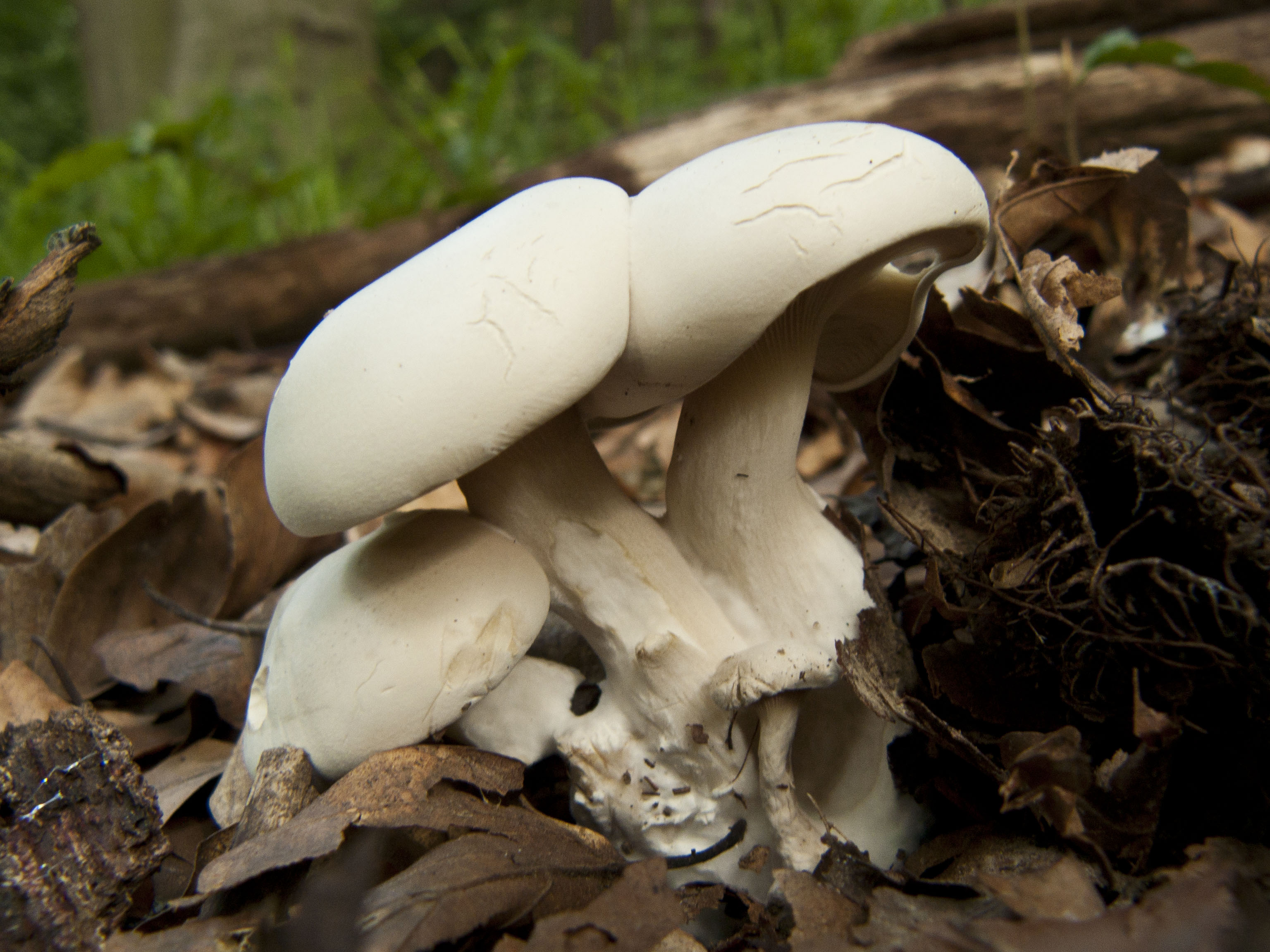
Clitopilus prunulus
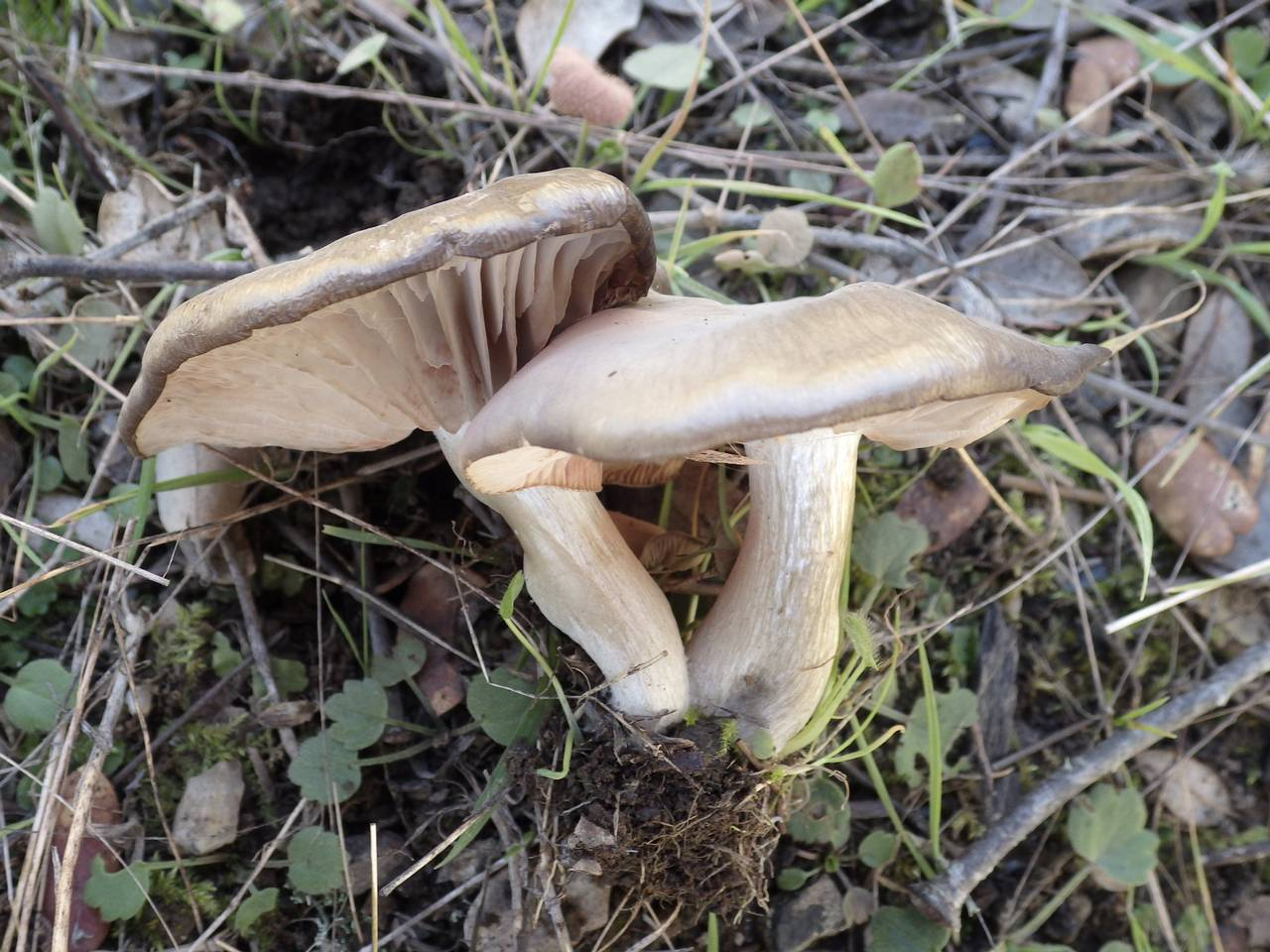
!Entoloma prunuloides!
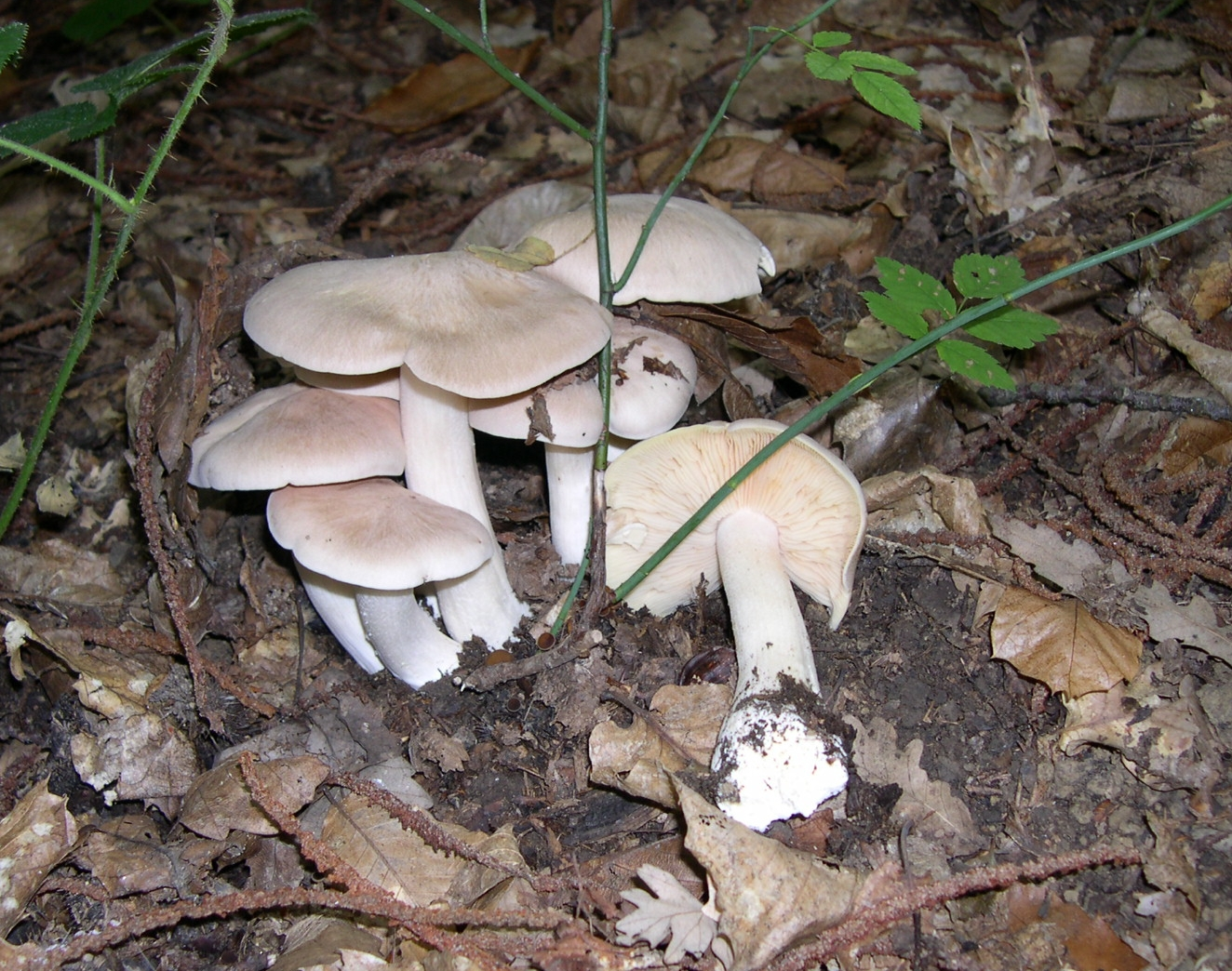
!!Entoloma sinuatum!!
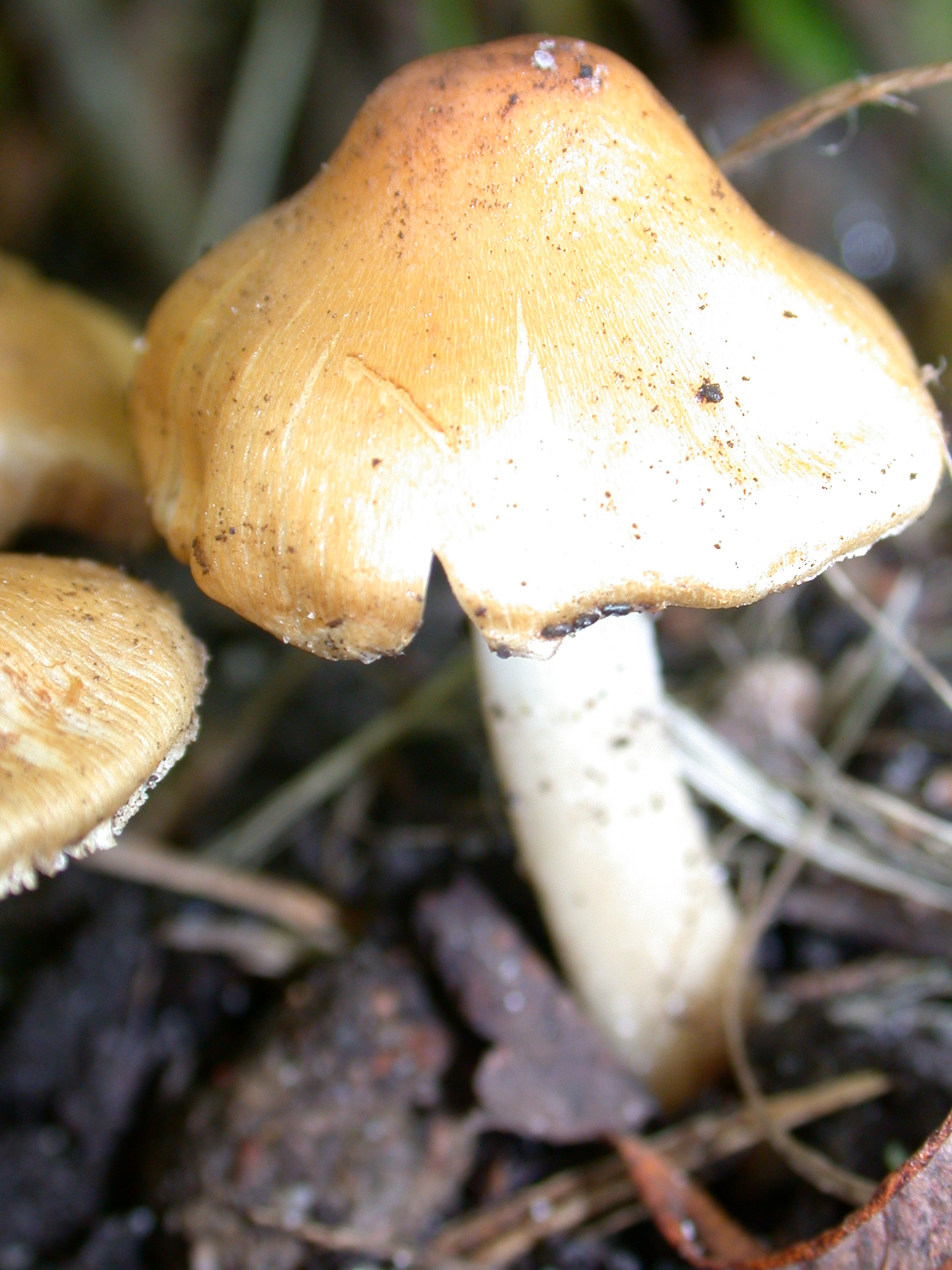
!!!Inocybe erubescens sin. patouillardi!!!

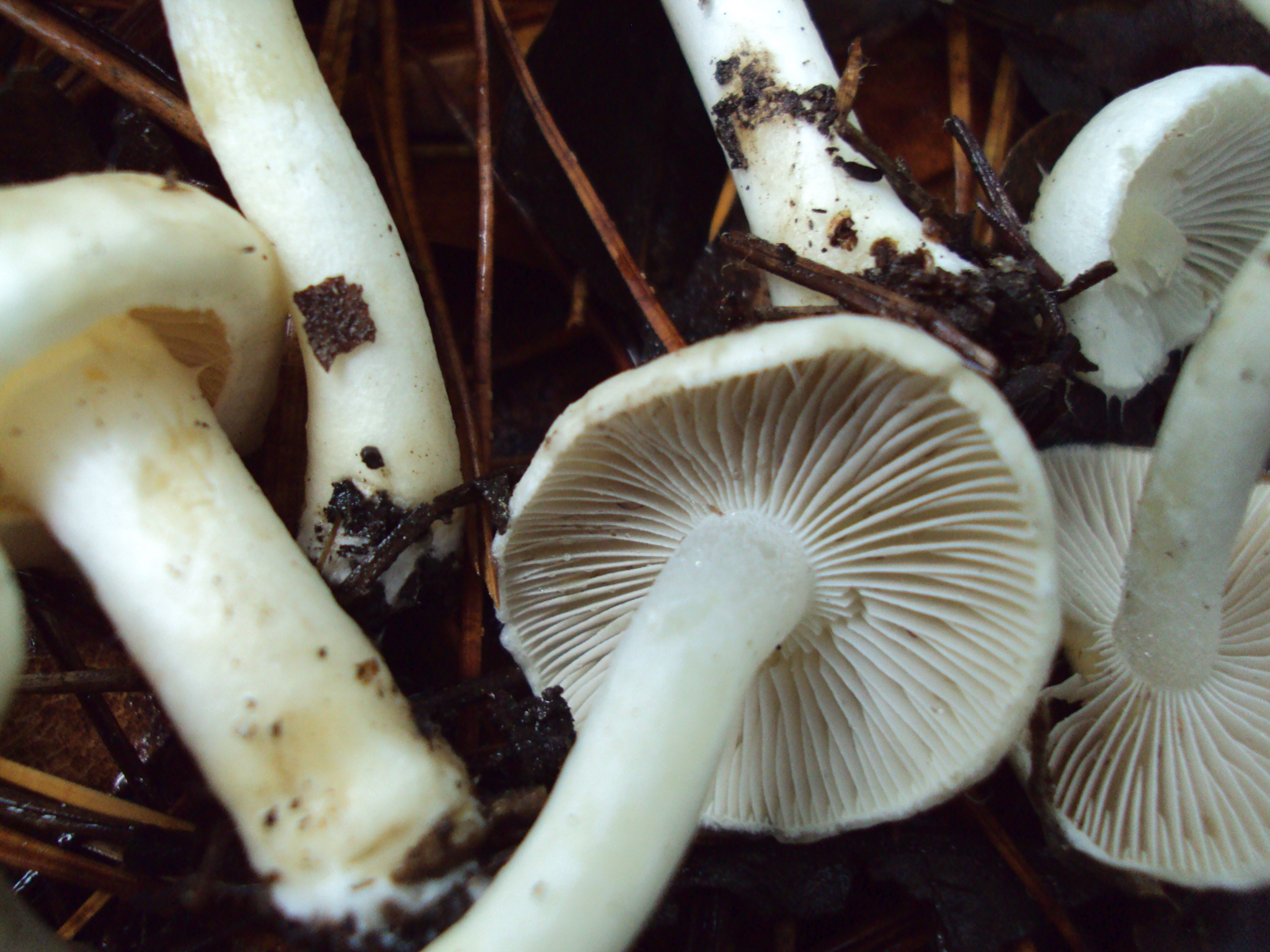
!!Inocybe geophylla!!
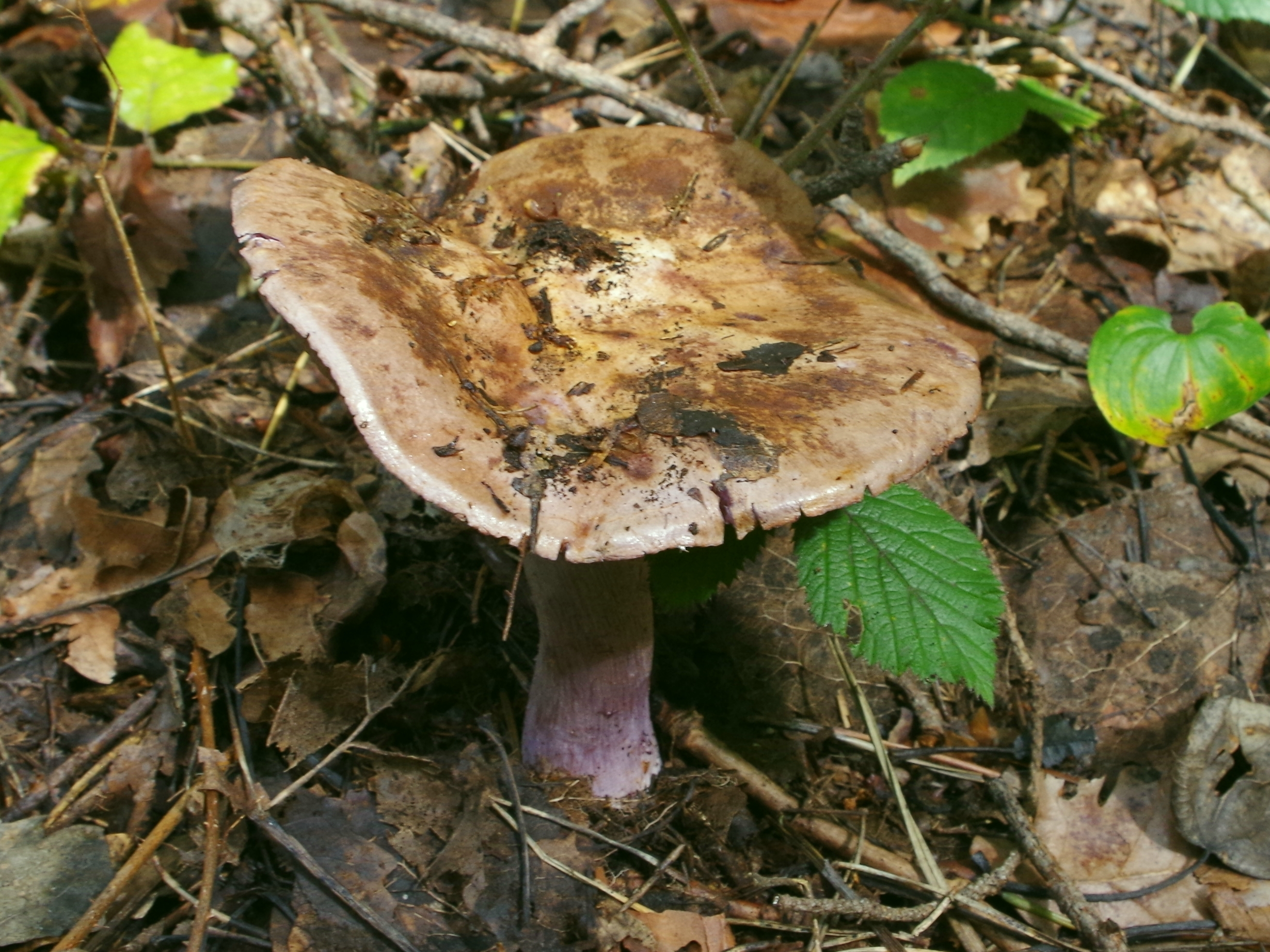
Lepista personata
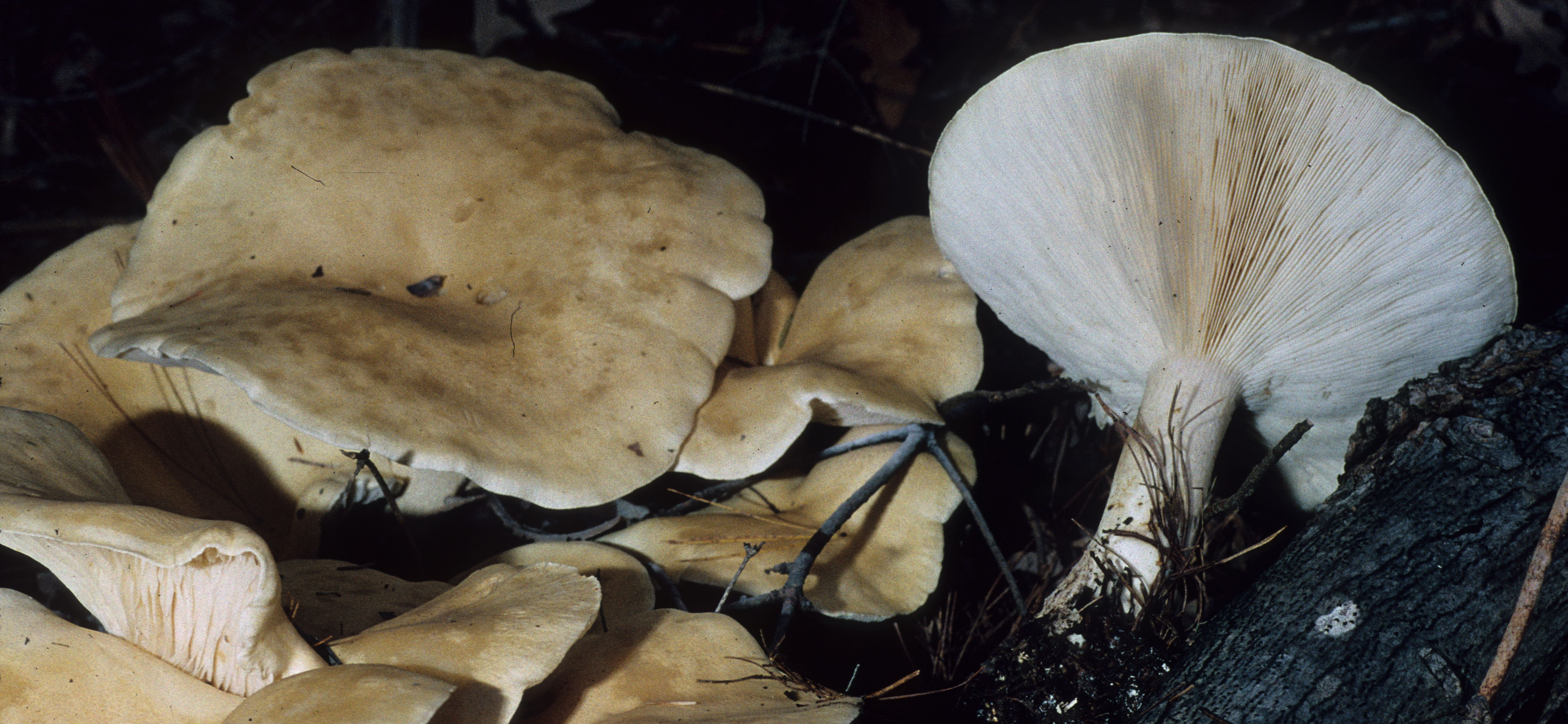
Leucopaxillus giganteus
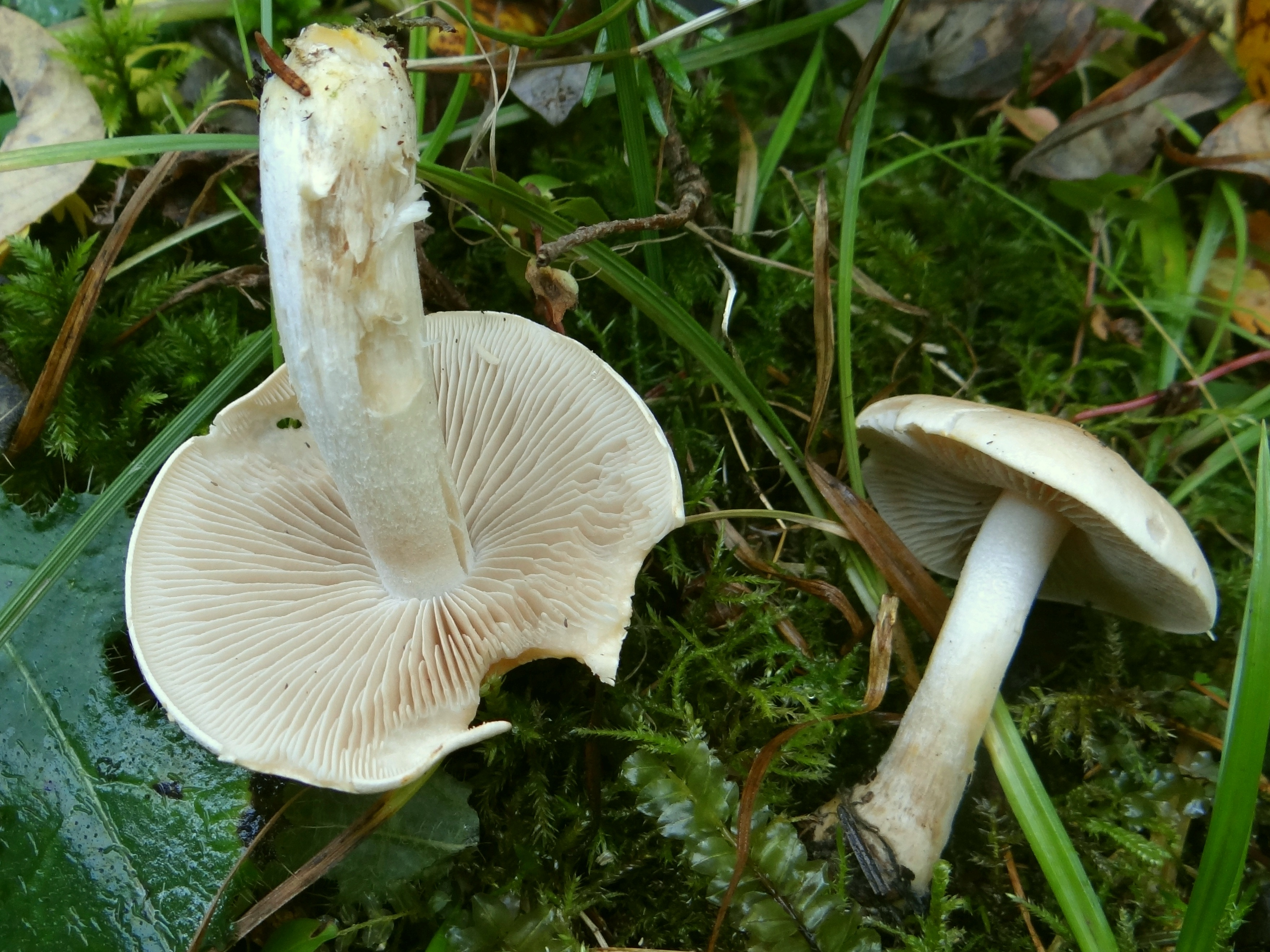
!Tricholoma album!
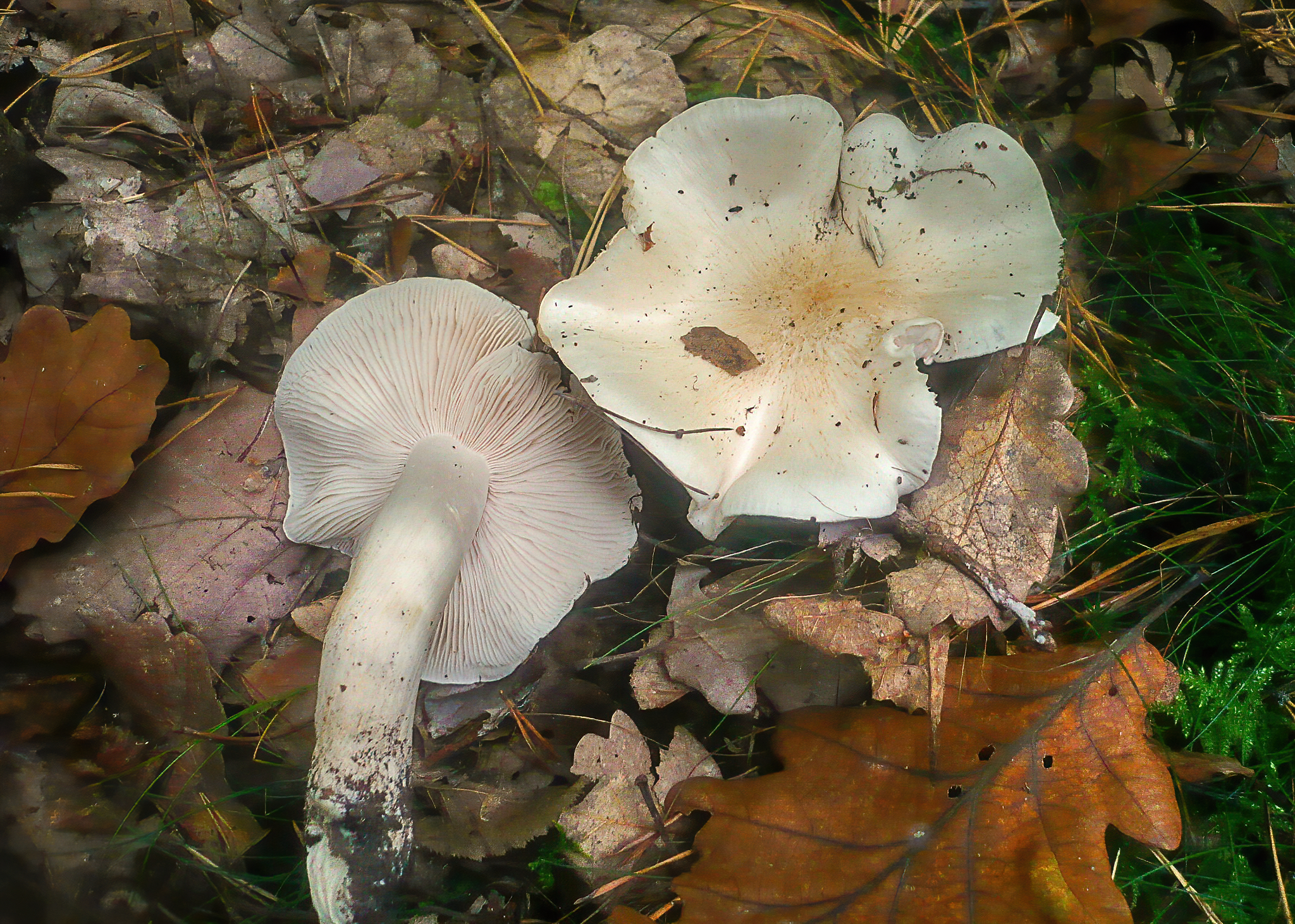
Tricholoma columbetta
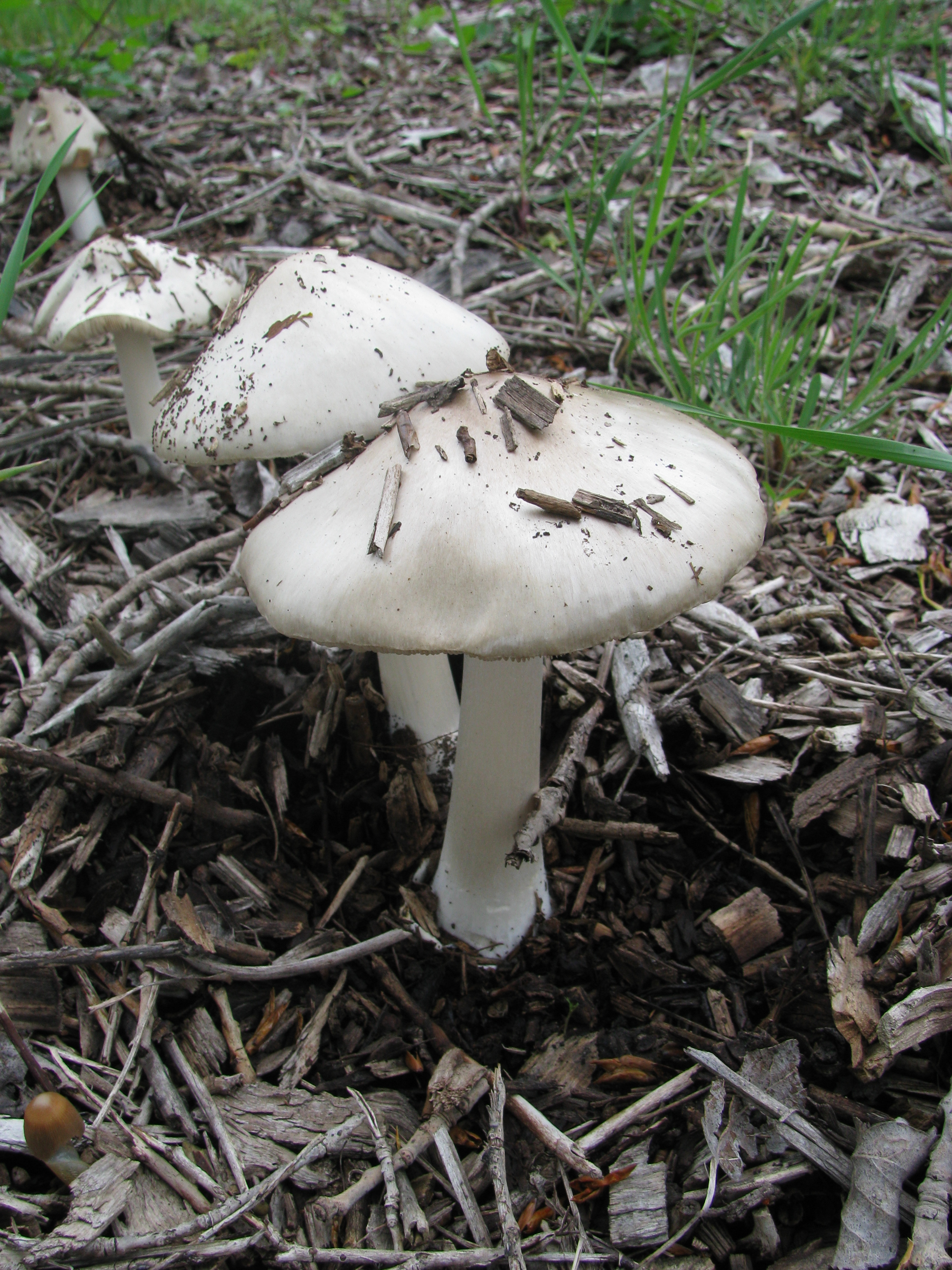
Volvariella speciosa

## Valorificare
Stânjenițele sunt ciuperci de savoare medie. Exemplare tinere pot fi folosite împreună cu alte ciuperci de pădure. Conservarea în oțet sau untdelemn este de asemenea posibilă. Ele pot fi preparate ca buretele de mai.
În spațiile intercelulare există o peroxidază, care poate descompune β-carotenul în compuși aromatici.